# Boogie-Woogie Night
Singles de Girl Next Door
Rock Your Body
(2011) Signal
(2012)
Boogie-Woogie Night est le 14esingle du groupe Girl Next Door sorti sous le label Avex Trax le 16 novembre 2011 au Japon. Il sort au format CD, CD+DVD et CD+Live DVD. Il arrive 33e à l'Oricon et reste classé deux semaines.
Boogie-Woogie Night a été utilisé comme thème musical pour le drama Watashi no Host-chan ~Shichinin no Host~. Boogie-Woogie Night se trouve sur l'album Agaruneku!.

## Liste des titres
| 1. | Boogie-Woogie Night (ブギウギナイト)                                        |  |
| 2. | Happy Birthday!                                                             |  |
| 3. | Boogie-Woogie Night (Instrumental) (ブギウギナイト)                         |  |
| 4. | Hoshizora Keikaku (FROM LIVE Destination) (星空計画 (version CD seulement)) |  |
| 5. | Happy Birthday! (Instrumental)                                              |  |

| 1. | girl next door future                |  |
| 2. | Boogie-Woogie Night (ブギウギナイト) |  |

| 1. | Introduction                                             |  |
| 2. | Guuzen no Kakuritsu (From LIVE Destination) (偶然の確率) |  |
| 3. | Memory-1                                                 |  |
| 4. | Arigatou (From LIVE Destination) (ありがとう)            |  |
| 5. | Memory-2                                                 |  |